# Не тражи ме кад ти лоше иде
Не тражи ме кад ти лоше иде је шести студијски албум српске фолк певачице Снеки Бабић, издат 1993. године за ПГП РТС. Албум је рађен уз оркестар Бобана Продановића. На овом албуму сама певачица је написала текстове за 5 песама и музику за три песме.

## Списак песама
| №   | Назив                       | Текст            | Музика           | Трајање |  |
| 1.  | Не тражи ме кад ти лоше иде | Зоран Петковић   | Бобан Продановић | 2:24    |  |
| 2.  | Нека пукне гром             | Зоран Петковић   | В. Митровић      | 2:48    |  |
| 3.  | Ми можемо све               | Зоран Петковић   | Бобан Продановић | 3:08    |  |
| 4.  | Беше кратко, али слатко     | Зоран Петковић   | Бобан Продановић | 2:53    |  |
| 5.  | Другу љубиш па ти жао није  | Снеки Бабић      | Снеки Бабић      | 3:52    |  |
| 6.  | Ноћас бићу зла              | Зоран Т. Поповић | В. Митровић      | 2:10    |  |
| 7.  | Ништа ми не вреди           | Зоран Петковић   | Бобан Продановић | 2:35    |  |
| 8.  | Не смем више да те љубим    | Снеки Бабић      | Снеки Бабић      | 3:45    |  |
| 9.  | Лоша карта                  | Снеки Бабић      | Снеки Бабић      | 4:06    |  |
| 10. | Појачаћу радио              | Снеки Бабић      | Бобан Продановић | 3:44    |  |
| 11. | Пусти срце нек полуди       | Снеки Бабић      | Феат Сејдић      | 2:53    |  |